# Lissonotus rubidus
Lissonotus rubidus är en skalbaggsart som beskrevs av White 1853. Lissonotus rubidus ingår i släktet Lissonotus och familjen långhorningar. Inga underarter finns listade i Catalogue of Life.